# Brădeanca (okręg Buzău)
Brădeanca – wieś w Rumunii, w okręgu Buzău, w gminie Vernești. W 2011 roku była niezamieszkana.